# Nicéforo Cabásilas
Nicéforo Cabásilas (em grego: Νικηφόρος Καβάσιλας; romaniz.: Nikephóros Kabásilas) foi um comandante militar bizantino do século XI. Em c. 1024, manteve o posto de duque de Salonica. Junto com David de Ócrida, o estratego de Samos, e a frota dos cibirreotas, confrontou um raide rus' no mar Egeu. Após forçar passagem pelas defesas bizantinas no Dardanelos, os rus', com um efetivo de 800 soldados, desembarcaram em Lemnos, onde os comandantes bizantinos confrontaram-os. Fingindo negociações, os bizantinos atacaram de surpresa os invasores e aniquilaram-os.